# 投石菊治郎
投石 菊治郎（なげいし きくじろう、1837年〈天保8年〉 - 1887年〈明治20年〉6月22日）は、讃岐国豊田郡（現在の香川県観音寺市）出身で雷部屋、音羽山部屋、井筒部屋に所属した力士。本名は長田 菊治郎。6代井筒。最高位は西前頭4枚目。身長体重は不明。

## 来歴
1860年3月に雷部屋から初土俵を踏んだ。のちに雷部屋と縁が深い音羽山部屋に転籍し、十両昇進は初土俵から11年が経った1871年3月のことである。十両で4年が経過した1875年4月、東十両筆頭の地位で6勝3敗の成績を上げて同成績の藤田川利助と優勝を分け合い（ただし番付上位の投石が優勝扱い）、1876年1月に新入幕を果たした。1878年に師匠の8代音羽山が亡くなり、1879年1月以降は年寄・井筒として二枚鑑札となった。履歴明確な人物は井筒の襲名者としては初であり、幕内経験者も井筒では初である。1884年5月に46歳で力士を引退して親方稼業に専念したが、3年後に没した。2018年の書籍によると、弟子を養成した形跡はないとある。

## 成績
- 幕内18場所37勝77敗50休16分預

## 改名
- 讃岐川→投石→井筒（二枚鑑札）